# Super Mario 3D Land
Vous lisez un « bon article » labellisé en 2012.
Super Mario 3D Land (スーパーマリオ3Dランド, Sūpā Mario Surī Dī Rando) est un jeu vidéo de plates-formes développé conjointement par Nintendo EAD Tokyo et Brownie Brown sous la direction de Koichi Hayashida et publié par Nintendo pour la console portable Nintendo 3DS. C'est le premier épisode de la série des Super Mario à être développé pour cette console. Le jeu est dévoilé au Game Developers Conference 2011. Il est par la suite commercialisé au Japon le 3 novembre 2011, puis en Amérique du Nord, en Europe et en Australie durant le même mois. Il est également disponible sur le Nintendo eShop depuis octobre 2012 en Amérique du Nord, en Europe et en Australie et depuis le mois de novembre de la même année au Japon.
Super Mario 3D Land est différent des autres titres de la série, puisqu'il combine des éléments des traditionnels jeux Mario à défilement horizontal en deux dimensions et des jeux modernes en trois dimensions. Il présente aussi des éléments inédits dans la série, comme des nouveaux power-ups et des mécaniques de gameplay. L'histoire principale est similaire à celles des autres jeux Super Mario ; elle est centrée sur les efforts de Mario pour sauver la princesse Peach des griffes de Bowser, en utilisant un costume de tanuki. Le jeu est composé de 96 niveaux répartis en 16 mondes.
Super Mario 3D Land est un succès critique et commercial. Il reçoit des critiques positives saluant notamment la créativité et la conception technique des niveaux. Les avis sur l'utilité de la 3D sont cependant partagés. Il s'est écoulé à 10 millions d'exemplaires au 31 mars 2015, ce qui en fait le troisième jeu Nintendo 3DS le plus vendu à cette date.

## Scénario
Un arbre qui se dresse sur le parc du château de la Princesse Peach est dépouillé de toutes ses feuilles pendant une tempête. Les feuilles, qui s'avèrent être des Super feuilles, sont soufflées à travers le Royaume Champignon et confèrent des queues de tanuki à tous les êtres vivants qu'elles touchent. Quand Mario et les Toads se dirigent vers l'arbre le lendemain, ils découvrent une lettre de Bowser leur apprenant qu'il a enlevé la princesse Peach. Mario se lance à sa poursuite afin de le localiser et de sauver la princesse.
Tout au long de son aventure, Mario reçoit des lettres de la Princesse Peach contenant une image la montrant prisonnière. Mario se déplace dans huit mondes et bat finalement Bowser. Il libère donc la Princesse. Après cela, une courte vidéo avec une lettre flottante apparaît. Elle montre Luigi, enlevé par des soldats de Bowser. Après que Mario sauve Luigi dans le boss du monde spécial 1, il devient un personnage jouable et les deux frères continuent à avancer dans les huit mondes spéciaux.

## Système de jeu
Super Mario 3D Land est un jeu de plates-formes décrit par le concepteur Shigeru Miyamoto comme un « Mario en 3D qui se joue comme un jeu de Mario en 2D ». Il combine des éléments des jeux traditionnels à défilement horizontal, comme des niveaux linéaires, avec ceux des jeux modernes en monde ouvert, par exemple le fait de diriger Mario en trois dimensions et d'effectuer des actions variées. Comme dans les anciens jeux Mario en 2D, le système de vies est centré sur le rapetissement de Mario quand il est touché par des ennemis. Le résultat d'un dommage quand Mario est petit est la perte d'une vie. Dans les niveaux de Super Mario 3D Land, l'objectif est similaire à ceux des jeux en 2D : le but est d'atteindre le drapeau situé à la fin du parcours avant la fin du temps imparti,.
Le jeu contient plusieurs objets traditionnels des jeux Mario, comme le Super champignon, la Fleur de feu et la Super étoile, ainsi que des nouveaux power-ups qui donnent des costumes spéciaux à Mario et qui lui attribuent de nouvelles capacités. La Super feuille, déjà présente dans Super Mario Bros. 3 (1988), octroie à Mario le costume de tanuki. Il lui permet de flotter dans l'air et d'attaquer les ennemis avec sa queue. Dans la seconde partie du jeu, le costume lui permet de se transformer en statue de pierre après une charge au sol. Le joueur peut garder un power-up en réserve. Il peut être récupéré en touchant l'objet sur l'écran tactile. D'autres objets sont également présents : la Fleur Boomerang permet à Mario de lancer des boomerangs pour attraper des objets inaccessibles et attaquer les ennemis, le bloc à hélice lui permet d'atteindre des endroits élevés et la boîte prix lui donne des pièces quand il marche à l'intérieur,. La Feuille d'invincibilité, qui apparaît après que le joueur meurt cinq fois dans un niveau, rend Mario invincible et lui attribue les capacités du costume de tanuki ; tandis que le P-Wing, qui apparaît dès que le joueur meurt dix fois dans un niveau, permet à celui-ci d'aller directement à la fin du niveau.La feuille d'invincibilité n'apparaît pas dans les mondes S. de même pour le P-wing.
Chaque niveau contient trois médailles étoiles. Ces objets sont requises pour accéder à certains niveaux. En plus des niveaux traditionnels et des forteresses, l'écran de carte contient les maisons Toad, où le joueur peut aller voir Toad pour obtenir des objets, et les boîtes mystères, où des médailles étoiles supplémentaires peuvent être gagnées. Après que les huit mondes du jeu sont terminés, huit mondes spéciaux sont débloqués. Certains d'entre eux présentent des défis supplémentaires, par exemple une limite de temps ou une course-poursuite contre un Mario sombre. Luigi ayant des capacités un peu différentes de celles de Mario, devient jouable quand Mario le sauve dans la première forteresse des mondes spéciaux. Une fois que les étoiles ont toutes été obtenues, un niveau bonus apparait au début du monde S8.
Super Mario 3D Land utilise l'autostéréoscopie de la Nintendo 3DS, qui permet au joueur de percevoir la profondeur sur l'écran de jeu. Alors que le jeu est conçu pour ne pas exiger l'effet 3D, certains obstacles ou points d'intérêt sont délibérément plus perceptibles ou plus accessibles lorsque la 3D est activée. Super Mario 3D Land utilise également le gyroscope 3DS, qui permet de contrôler des canons ou des jumelles. Le jeu propose aussi une fonctionnalité StreetPass qui donne la possibilité aux joueurs d'échanger des boîtes mystères contenant des objets bonus. Le StreetPass leur donne aussi accès à une maison Toad et des objets supplémentaires.

## Développement

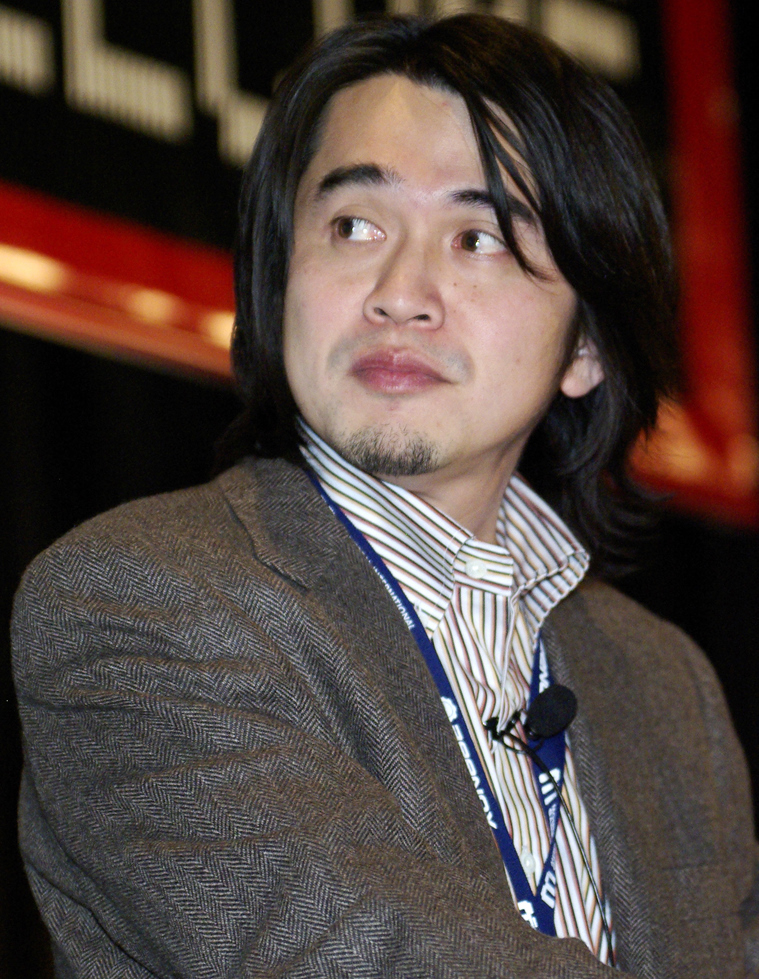
Yoshiaki Koizumi est le producteur du jeu.

Super Mario 3D Land est codéveloppé par Nintendo EAD Tokyo, développeur de Super Mario Galaxy et Super Mario Galaxy 2, et Brownie Brown, une autre filiale de Nintendo. Le directeur de Super Mario Galaxy 2 Koichi Hayashida dirige le jeu, Yoshiaki Koizumi en est le producteur et la musique est composée par Asuka Hayazaki, Mahito Yokota, Shigetoshi Gohara et Takeshi Hama. Le développement de Super Mario 3D Land dure deux ans. Il commence avec une équipe de développement de deux personnes et s'achève avec une équipe de 30. Le jeu est annoncé pour la première fois par Shigeru Miyamoto en novembre 2010, lorsqu'il déclare que le jeu Mario en 3D, tout comme le titre en 2D (New Super Mario Bros. 2), sont en développement pour la Nintendo 3DS. Miyamoto décrit le jeu en 3D comme « complètement original » et comme un croisement entre Super Mario Galaxy et Super Mario 64,.
Super Mario 3D Land est conçu pour combler le fossé entre les jeux Mario en 2D et ceux en 3D. Il est influencé par la philosophie de Miyamoto, qui est de garder les jeux amusants par leur nature et de s'assurer que le joueur puisse profiter au maximum de l'expérience du jeu. Produire un jeu qui plairait aux fans des jeux Super Mario en 2D tout comme aux fans des jeux 3D est une préoccupation importante pendant le développement. Les niveaux sont conçus pour que le joueur ne soit pas perdu, et pour qu'il dirige Mario vers une direction générale vers la fin de chaque niveau. Les avancées technologiques rendant possible l'intégration d'éléments inédits sont une des inspirations pour la création du jeu. Satoru Iwata explique que « depuis 1996, quand Mario est apparu en 3D dans Super Mario 64, il a toujours été difficile pour les joueurs de juger comment sauter et atteindre un bloc flottant dans l'espace ». Selon lui, l'autostéréoscopie de la Nintendo 3DS permet de régler ce problème. L'équipe de développement, qui a toujours développé des jeux sur console de salon, joue d'abord à Super Mario Galaxy 2 sur un petit écran de télévision. En remarquant que Mario est trop petit et qu'il est difficile à contrôler, elle constate que le système de caméra de 3D Land et le terrain de jeu doivent être conçus pour un petit écran, de façon que Mario soit plus facile à contrôler. Certains aspects du gameplay, comme le fonctionnement de la caméra à certains moments, sont inspirés de la franchise Nintendo The Legend of Zelda. Certaines idées, par exemple un costume de skater pour Mario, la possibilité de changer la taille de Mario à l'extrême et une fonction remplaçant le visage de la Princesse Peach par un visage photographié ne sont pas retenues pour la version finale du jeu. Le nom du jeu est choisi en hommage aux jeux Super Mario Land, sortis sur Game Boy.
Le développement de Super Mario 3D Land est très affecté par le séisme de la côte Pacifique du Tōhoku, survenu le 11 mars 2011. Il cause l'arrêt des transports publics, et le bureau de Tokyo reste fermé pendant environ une semaine. Hayashida est inspiré par cette catastrophe pour encourager son équipe à communiquer davantage. Il agence le bureau pour que les membres de l'équipe puissent plus facilement se voir et discuter du travail de chacun. L'équipe commence aussi des rencontres pour tester les niveaux de 3D Land. Hayashida déclare plus tard que l'équipe exprime l'espoir que le jeu inspire de la joie malgré la tragédie. Satoru Iwata présente le jeu au Game Developers Conference 2011 et annonce que le logo aurait une queue et qu'il serait dévoilé à l'E3 2011. Miyamoto annonce plus tard l’apparition du costume de tanuki venant de Super Mario Bros. 3. Alors qu'aucune date de sortie précise n'est annoncée, Miyamoto déclare qu'il espère lancer le jeu en 2011. Il est montré à la conférence de presse de Nintendo à l'E3 2011, où une sortie la même année et l'apparition du costume de tanuki sont confirmées. Ce costume permet à Mario de flotter doucement, contrairement à celui de Super Mario Bros. 3 qui ne lui offre pas cette possibilité.
Super Mario 3D Land est d'abord commercialisé au Japon le 3 novembre 2011, puis en Amérique du Nord le 13 novembre, en Europe le 18 novembre et en Australie le 24 novembre. Il est également disponible sur le Nintendo eShop depuis le 4 octobre 2012 en Europe, depuis le 18 octobre en Amérique du Nord et depuis le 1er novembre au Japon.

## Accueil

### Accueil critique
Super Mario 3D Land est très positivement accueilli par l'ensemble des critiques. Les sites de compilations de critiques GameRankings et Metacritic montrent tous deux une moyenne d'environ 90 %,. Le site Famitsu, qui salue le level design, l'accessibilité aux débutants et l'utilisation de la 3D, lui attribue un score de 38 sur 40. IGN le note 9,5 sur 10 et lui décerne le label « Editor's Choice ». Ce site le qualifie de « brillant et addictif » et remarque que « le jeu en 3D [n'avait] jamais été complètement réalisé avant ». GamesRadar+ note le jeu 9 sur 10. Ce site salue la richesse du contenu, mais déplore l'intégration d'un bouton de course et le faible niveau de difficulté. Game Informer accorde à Super Mario 3D Land la note de 9,5 sur 10 et déclare qu'« il est à la hauteur de la qualité des jeux précédents » et qu'il est « la meilleure raison de posséder une 3DS ». Le magazine apprécie l'utilisation du bouton de course et les effets 3D, mais déplore le « manque de variété des batailles contre les boss ». Les sites français comme Gamekult, JVC.com et Gameblog donnent des notes élevés, ils louent la jouabilité et les graphismes mais reprochent un manque d'originalité et un challenge trop tardif,,.
Jeremy Parish, du site 1UP.com, écrit une critique moins favorable du jeu. Il remarque que certains aspects sont trop simples par leur nature et qu'« un joueur modérément expérimenté n'est jamais en danger d'être à court de vies dans Super Mario 3D Land ». Il trouve au contraire que le jeu est créatif dans sa présentation, et qu'il offre « des rebondissements intelligents dans l'intensité des niveaux finaux ». Justin Haywald, de GamePro, lui attribue la note de 5 sur 5. Il écrit que Nintendo a capturé avec succès l’esthétique de la série, tout en ajoutant des innovations techniques. Il constate cependant que l'intégration de la 3D est presque un gadget.
GameSpot remarque que certains des aspects les plus créatifs des meilleurs jeux de la série manquent à Super Mario 3D Land, et que la 3D est presque optionnelle, mais acclame cependant le gameplay, qualifié de divertissant et bien rythmé. Pour Russ Frushtick, de X-Play, c'est le meilleur jeu sorti sur 3DS. Il salue son contenu surprenant et vaste, et le fait que le jeu soit deux fois plus long qu'à première vue. Le jeu remporte le prix de « Meilleur jeu sur console portable » aux Spike Video Game Awards en 2011. Il reçoit aussi le prix de « Meilleur jeu de plates-formes » et est élu jeu de l'année sur Nintendo 3DS par GameTrailers.
L'association PETA provoque par ailleurs une polémique à sa sortie, en associant le costume tanuki du jeu à l'exploitation de la fourrure du chien viverrin,.

### Ventes
Super Mario 3D Land est très bien vendu au Japon dès la première semaine, avec plus de 343 000 unités écoulées. Aux États-Unis, il est vendu à 2,1 millions d'exemplaires jusqu'au 12 juillet 2012. Le nombre de jeux écoulés atteint 1,66 million au Japon en août 2012.
Le jeu connaît un succès commercial et est écoulé à 10 millions d'exemplaires dans le monde au 31 mars 2015, ce qui en fait le troisième jeu 3DS le plus vendu à cette date. En avril 2018, Nintendo annonce 11,96 millions de ventes.